# European Pocket Billiard Federation
Die European Pocket Billiard Federation (kurz EPBF) ist der europäische Dachverband für alle Bereiche des Poolbillards. Der im November 1978 gegründete Verband untersteht der World Pool-Billiard Association, dem Weltverband für Poolbillard. Der Verband kümmert sich um die Belange der Disziplinen Poolbillard, Blackball, Russische Pyramide, Artistic Pool und alle weiteren poolähnlichen Disziplinen.
Die Hauptaufgaben der EPBF sind die Vereinheitlichung von Regeln und die Organisation von Turnieren. So wird seit 1980 einmal jährlich die Poolbillard-Europameisterschaft und seit 1992 die Euro-Tour veranstaltet.

## Mitgliedstaaten
Gründungsmitglieder der EPBF 1978 waren nur die Deutsche Billard-Union (DBU) und Svenska Biljardförbundet (SBF). Bereits 1980 kamen mit der Schweiz, Österreich, Liechtenstein und den Niederlanden die ersten der heute über 30 Mitgliedsstaaten hinzu. Die EPBF vertritt europaweit insgesamt rund 800.000 Sportler.
- Albanian Pocket Billiard and Snooker Federation (APSF)
- Österreichischer Pool-Billard Verband (ÖPBV)
- Belaruskaja Assazyjazyja Biljardnaha Sportu (BABS)
- Pool-Billiard Belgium (PBB)
- Billiard Federation of Bosnia and Herzegovina (BFBH)
- Bulgarian National Billiard Federation (BNBF)
- Croatian Billiard Association (CBA)
- Cyprus Pocket Billiards Federation (CPBF)
- Ceskomoravsky billiardovy svaz (CBS)
- Den Danske Billard Union (DDBU)
- Estonian Billiard Association (EBA)
- Finnish Billiard Federation (FBF)
- Fédération Française de Billard (FFB)
- Georgian National Billiard Federation (GNBF)
- Deutsche Billard-Union (DBU)
- British Pool Federation (BPF)
- Hellenic Pocket Billiard Union (HPBU)
- Hungarian Billiard Federation (HBF)
- Federazione Italiana Biliardo Sportivo (FIBS)
- Latvian Pool Federation (LPF)
- Billard Verband Fürstentum Liechtenstein (BVFL)
- Lithuanian Pool Federation (LPF)
- Fédération Luxembourgoise des Amateurs de Billard (FLAB)
- Koninklijke Nederlandse Biljartbond (KNBB)
- Billard Federation of North Cyprus (BFNC)
- Norges Biljardforbund (NBF)
- Polish Billiard Association (PBA)
- Federação Portuguesa de Bilhar (FPB)
- The Federation of Billiard Sport of Russia (FBSR)
- Serbian Billiard Association (SBA)
- Slovak Billiards Federation (SBF)
- Slovenian Pocket Billiard and Snooker Association (SPBSA)
- Real Federación Española de Billar (RFEB)
- Svenska Biljardförbundet (SBF)
- Swisspool (SP)
- Turkish Billiards Federation (TBF)
- Federazija Sportywnoho Biljardu Ukrajiny (FSBU)